# Gezicht op Haarlem met bleekvelden
Gezicht op Haarlem met bleekvelden is een schilderij van de Nederlandse kunstschilder Jacob van Ruisdael, olieverf op doek, 62,2 x 55,2 centimeter groot, gemaakt rond 1670 - 1675. In 1887 was het schilderij voor het eerst te traceren toen de verzameling van de Duitse graaf Kaspar Heinrich von Sierstorpff geveild werd te Berlijn. In 1949 werd het werk verworven door het Kunsthaus Zürich, waar het nog steeds te zien is.

## Context
Het bleken van linnen was een economisch belangrijke bezigheid in het Haarlem van de zeventiende eeuw. Grote brede stroken werden buiten de stadspoorten op kort gemaaide weides gelegd om het zuurstof in de lucht zijn witmakende werking te laten doen: een proces dat vele maanden duurde. De aanblik zoals Ruisdael die verbeeldt in Bleekvelden bij Haarlem vormde voor de lokale bevolking uit die tijd dan ook een vertrouwde aanblik.
De poëtische uitstraling van de bleekvelden verleidde in die tijd ook veel kunstschilders tot een integratie van deze natuurvreemde elementen in landschappen, vooral in de omgeving van Haarlem. In de tweede helft van de zeventiende eeuw werden er zelfs dusdanig veel van dit soort werken gemaakt, dat ze zelfs een eigen naam kregen en doorgaans Haarlempjes werden genoemd. Ruisdael zelf maakte er minimaal vijftien. De versie uit het Kunsthaus Zürich wordt daaruit beschouwd als een hoogtepunt.

## Afbeelding
Bleekvelden bij Haarlem toont een oer-Hollands landschap, met een imposante wolkenformatie, die twee derde van het werk beslaat. De weergave is sterk realistisch. De linnen doeken liggen in het water en op de bleekweides en lichten op in het zonlicht, dat selectief door de grote cumuluswolken schijnt. Op de achtergrond zien we de Haarlemse St.-Bavokerk, waar Ruisdael op 14 maart 1682 begraven zou worden. Ook het stadhuis is te herkennen. Het stadsbeeld is echter ver weg en nauwelijks meer dan een silhouet. Het perspectief is vanuit het zuidwesten, enigszins verhoogd vanaf de duinen van de Noordzee, nabij Overveen.
De compositie is ogenschijnlijk eenvoudig van opbouw: twee vlakken gescheiden door een diepe kaarsrechte horizon, waarmee een bijna geometrisch afgemeten vlakverdeling wordt gecreëerd. Strakke diagonalen van het linnen doorkruisen het landschap. Anderzijds is er een levendige afwisseling te zien in licht en kleurgebruik, met een sterke contrasten, zowel binnen als tussen het wolkenvlak en het landschap. De opvallende eenvoud en de atmosferische lichtwerking vanuit de lucht, weerkaatst in de strak getrokken strepen van het blekende linnen, geven het werk een welhaast poëtische uitstraling.

## Galerij
Ruisdael maakte verschillende "Haarlempjes" of "Haerlempjes." Voorbeelden zijn:

Gezicht op Haarlem uit het noordwesten, Rijksmuseum.
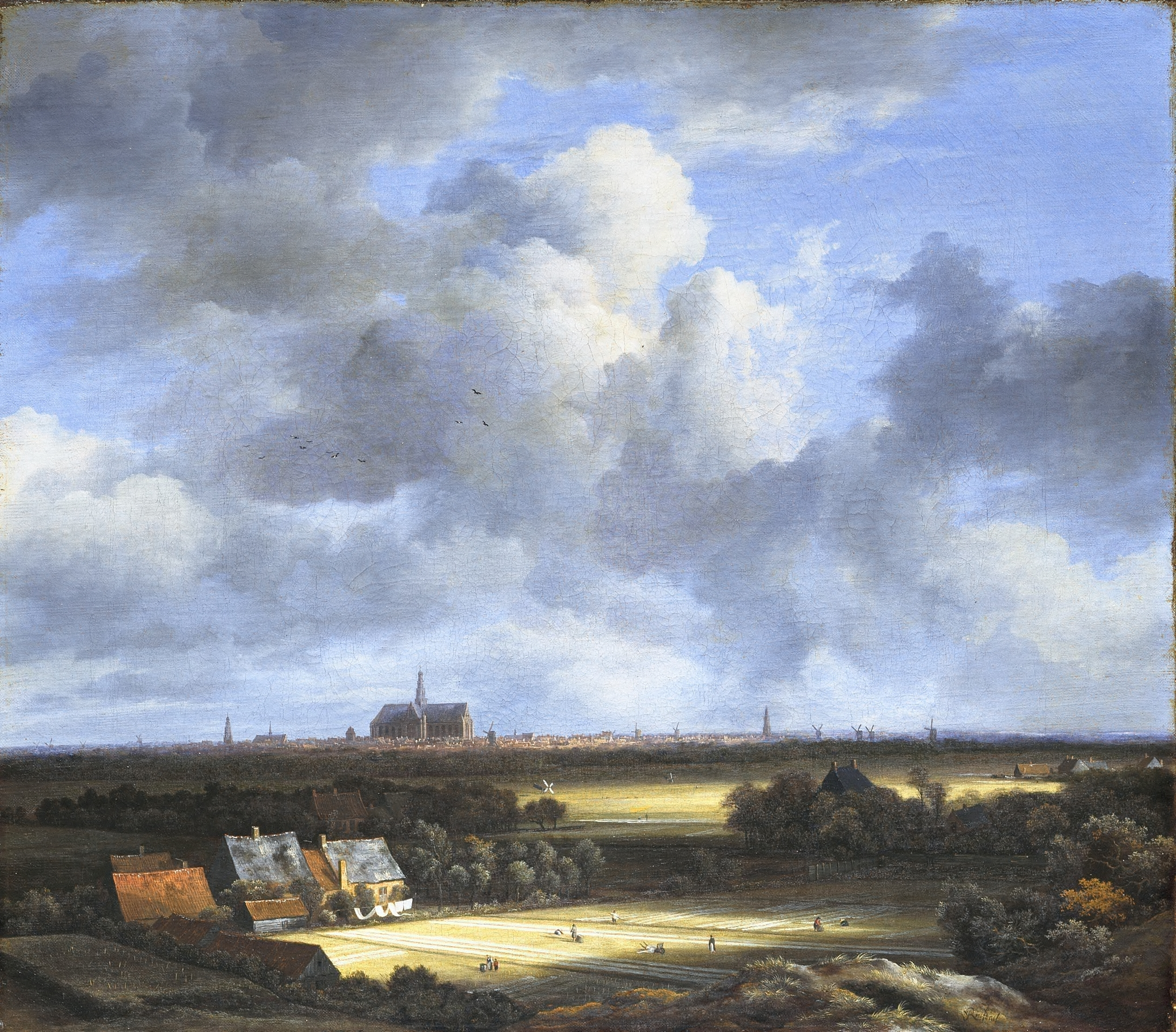
Versie in het Mauritshuis
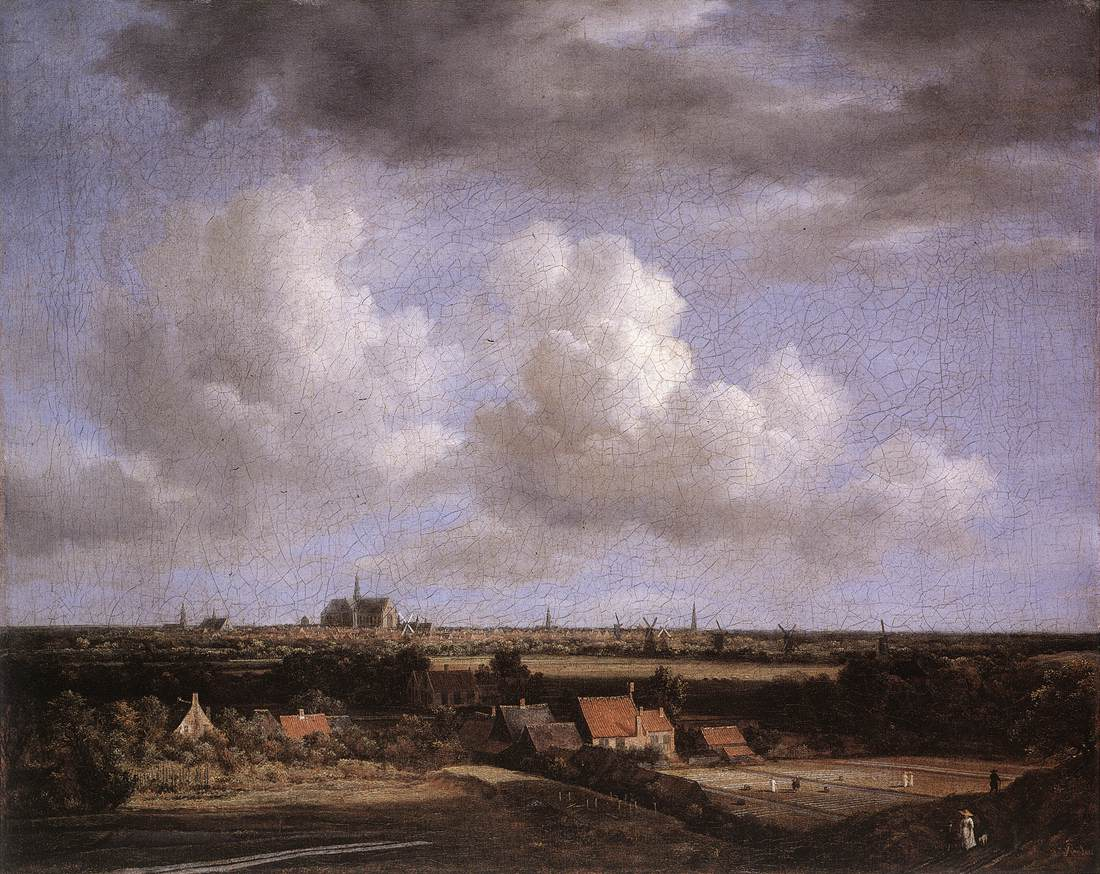
Versie in de Gemäldegalerie (Berlijn)
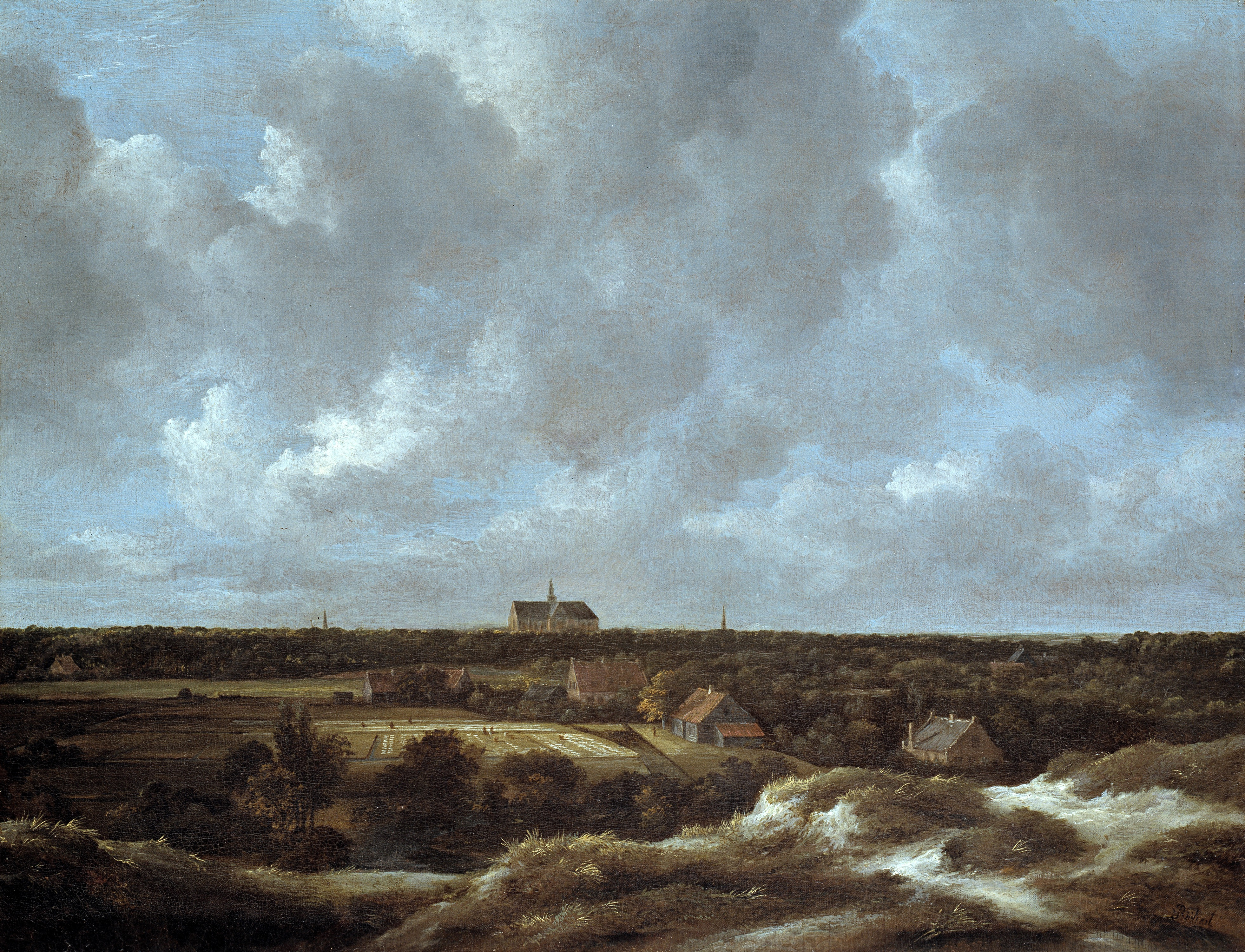
Versie in het Timken Museum of Art

De nadruk van Ruisdael op eenvoud en sfeer werd later bewonderd door de schilders van de Haagse School, meer in het bijzonder door Jacob Maris. Diens Slatuintjes bij Den Haag (circa 1878) vertoont een opvallende gelijkenis met Ruisdaels "Haarlempjes". Maris kende zo'n versie vanuit het Rijksmuseum Amsterdam.

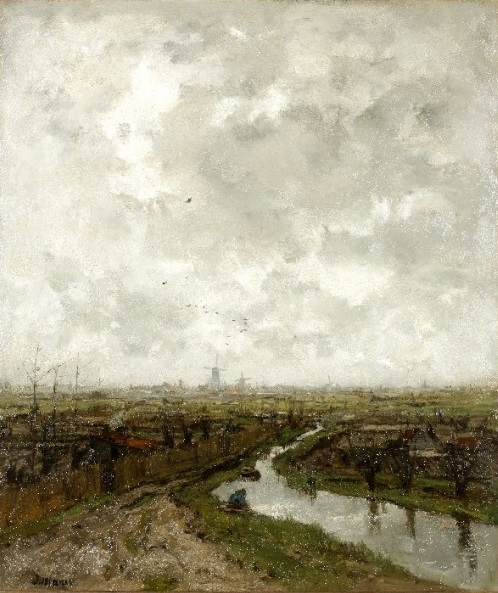
Jacob Maris: Slatuintjes bij Den Haag
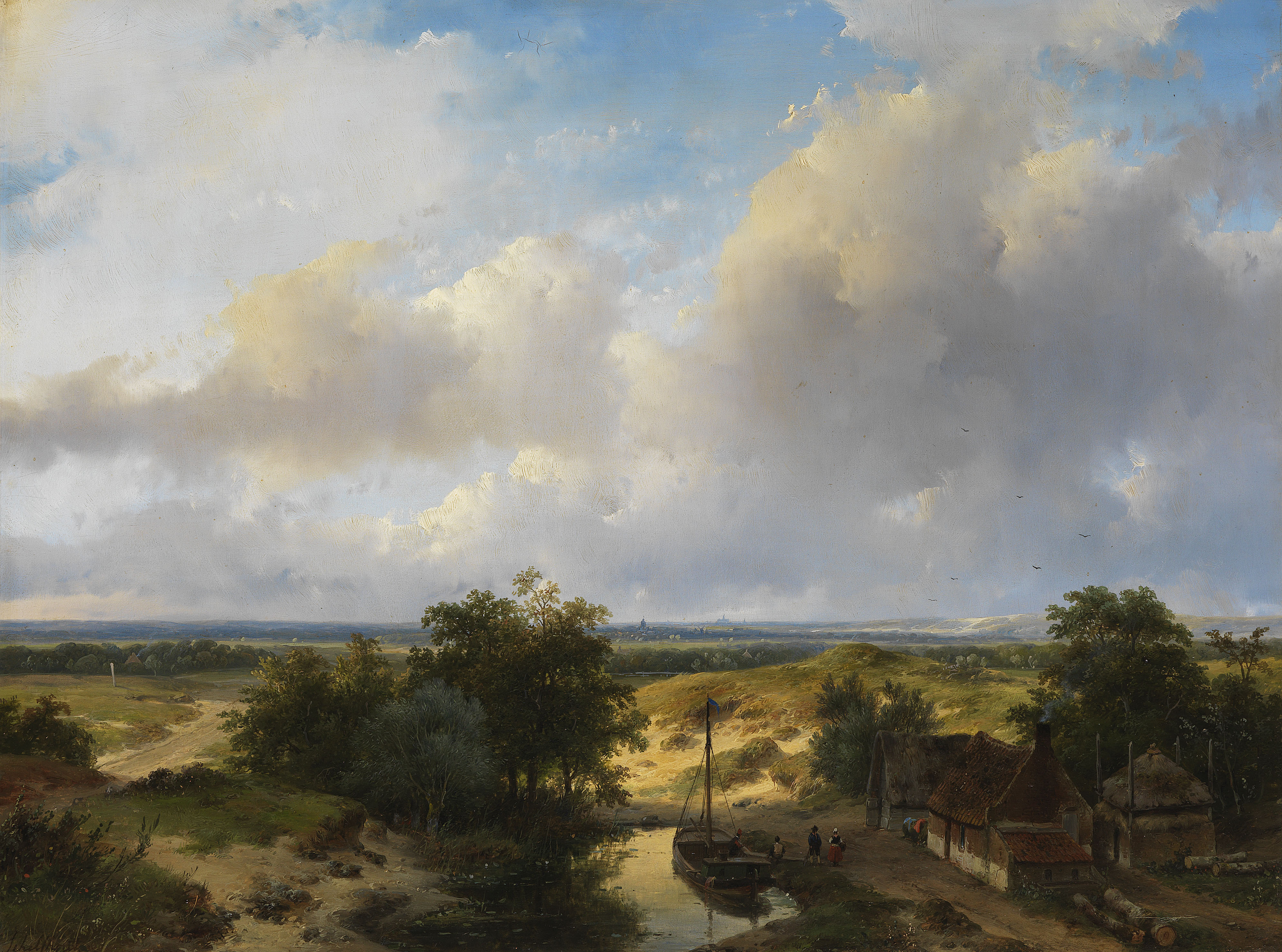
Andreas Schelfhout: Landschap met gezicht op Haarlem